# Ra Mi-ran
Ra Mi-ran (en hangul, 라미란; 6 de marzo de 1975) es una actriz y personalidad de la televisión surcoreana.

## Carrera
Es miembro de la agencia C-JeS Entertainment (씨제스엔터테인먼트).
Antes de hacer su debut cinematográfico en Lady Vengeance (2005), Mi-ran había pasado años actuando en el teatro. Después, participó en más de 40 películas, pero no recibió elogios o reconocimiento del público hasta protagonizar Dancing Queen (2012).
Es una de las más prolíficas actrices de reparto surcoreanas, en particular, en la película del director Lee Joon-ik 'Hope' (2013), donde su interpretación de una joven madre le valió el premio a Mejor Actriz de reparto en los 34.ª Blue Dragon Film Awards; así como El Himalaya (2015), por el cual obtuvo el premio a Mejor Actriz de reparto en los 52 Paeksang Arts Awards. Se destacó también como una ladrona de escena en el conocido drama de cable Reply 1988 (2015).
También fue elogiada por su papel protagonista como una desertora de Corea del Norte en la película indie del director Jeon Kyu-hwan Dance Town (2011), con la revista Variety llamándola "fascinante" y "un éxito interpretativo." También interpretó a una de los tres protagonistas en el drama de comedia negra Avengers Social Club, que obtuvo altas calificaciones.
El 16 de diciembre del 2019 se unió al elenco de la serie Black Dog: Being A Teacher, donde dio vida a Park Sung-soon, la jefa del departamento de orientación profesional de la escuela y una conocida adicta al trabajo, hasta el final de la serie el 4 de febrero del 2020.
En agosto de 2021 se anunció que se había unido al elenco de la serie Internal Medicine Director Park, donde dará vida a Sa Mo-rim, una mujer que cree en los médicos de la televisión y en la pseudociencia más que en su marido.
Ese mismo mes se anunció que estaba en pláticas para unirse al elenco de la serie Cruel Miss Ae Ran, de aceptar podría interpretar a Na Ae-ran, una mujer llena de curiosidad y con una personalidad espontánea que comete muchos errores y accidentes.
En 2022 se unió al elenco de la película Citizen Duk Hee donde dará vida a Duk Hee.

## Filmografía

### Películas
| Año  | Título                               | Rol                            | Notas                     | Ref.          |
| ---- | ------------------------------------ | ------------------------------ | ------------------------- | ------------- |
| 2005 | Sympathy for Lady Vengeance          | Oh Su-hee                      |                           |               |
| 2006 | Forbidden Quest                      | ama de casa 1                  |                           |               |
| 2006 | The Host                             |                                | Cameo                     |               |
| 2006 | Mission Sex Control                  | Un-nyeon                       |                           |               |
| 2007 | Bank Attack                          | Señora Bong                    |                           |               |
| 2008 | Life Is Cool                         |                                | Cameo                     |               |
| 2008 | Crush and Blush                      | Tía de Jung-nyeo               |                           |               |
| 2008 | Portrait of a Beauty                 | esposa de un noble             |                           |               |
| 2009 | Thirst                               | enfermera Yu                   |                           |               |
| 2009 | Running Turtle                       |                                | Cameo                     |               |
| 2009 | Searching for the Elephant           | profesora                      |                           |               |
| 2010 | Twilight Gangsters                   |                                | Cameo                     |               |
| 2010 | Enemy at the Dead End                | enfermera principal            |                           |               |
| 2010 | Hello Ghost                          |                                | Cameo                     |               |
| 2011 | Children...                          |                                | Cameo                     |               |
| 2011 | Late Blossom                         | enfermera                      |                           |               |
| 2011 | Dance Town                           | Ri Jeong-rim                   |                           |               |
| 2011 | Penny Pinchers                       | propietaria                    |                           |               |
| 2012 | Dancing Queen                        | Myung-ae                       |                           |               |
| 2012 | The Beat Goes On                     |                                | Cameo                     |               |
| 2012 | Runway Cop                           |                                | Cameo                     |               |
| 2012 | Two Moons                            | Na Mi-ran                      |                           |               |
| 2012 | Horror Stories                       | madre                          |                           |               |
| 2012 | The Traffickers                      |                                | Cameo                     |               |
| 2012 | Code Name: Jackal                    | aseadora                       |                           |               |
| 2013 | South Bound                          | Ra Mi-Ran                      | Cameo                     |               |
| 2013 | Very Ordinary Couple                 | Señora Son                     |                           | [ 21 ]        |
| 2013 | The Spy: Undercover Operation        | Yakult                         |                           | [ 22 ]        |
| 2013 | Act                                  | Doctora Choi                   | Cameo                     |               |
| 2013 | Hope                                 | esposa de Gwang-sik            |                           |               |
| 2013 | The Weight                           | mujer de Incheon               |                           |               |
| 2014 | Hot Young Bloods                     | Na-young                       |                           | [ 23 ]        |
| 2014 | My Love, My Bride                    | Madam                          |                           | [ 24 ]        |
| 2014 | Big Match                            | esposa de Young-ho             |                           | [ 25 ]        |
| 2014 | Ode to My Father                     | Tía paterna de Deok-soo        |                           | [ 26 ]        |
| 2015 | Casa Amor: Exclusive for Ladies      | Eum Soon-ok                    |                           | [ 27 ]        |
| 2015 | Wonderful Nightmare                  | Mi-sun                         |                           | [ 28 ]        |
| 2015 | The Himalayas                        | Jo Myeong-ae                   |                           |               |
| 2015 | The Tiger: An Old Hunter's Tale      | esposa de Chil-goo             |                           | [ 29 ]        |
| 2016 | Seondal: The Man Who Sells the River |                                |                           | [ 30 ]        |
| 2016 | The Last Princess                    | Bok-soon                       |                           | [ 31 ]        |
| 2017 | Ordinary Person                      | Song Jeong-sook                | Cameo                     | [ 32 ]        |
| 2017 | The Mayor                            | Yang Jin-joo                   |                           | [ 33 ]        |
| 2018 | The Man Inside Me                    | Oh Mi-seon                     |                           | [ 34 ]        |
| 2018 | High Society                         | Lee Hwa-ran                    |                           | [ 35 ]        |
| 2019 | Miss & Mrs. Cops                     | Mi-yeong                       | Primer papel protagonista | [ 36 ] [ 37 ] |
| 2020 | Honest Candidate                     | Joo Sang-seok                  |                           |               |
| 2021 | Citizen Deok Hee                     | Duk Hee                        |                           | [ 38 ] [ 39 ] |
| 2021 | High Five                            |                                |                           | [ 40 ]        |
| 2022 | Honest Candidate 2                   | Joo Sang-seok                  |                           | [ 41 ]        |
| 2022 | Highway Family                       | Dueña de una tienda de muebles |                           | [ 42 ]        |
| 2024 | Citizen of a Kind                    | Kim Deok-hee                   | Protagonista              | [ 43 ] [ 44 ] |

### Series de televisión
| Año     | Título                                | Papel                               | Canal | Notas                     | Ref.          |
| ------- | ------------------------------------- | ----------------------------------- | ----- | ------------------------- | ------------- |
| 2009    | Cinderella Man                        | Velvet Lee                          | MBC   |                           |               |
| 2011    | The Duo                               | Eob Deuk-ne                         | MBC   |                           |               |
| 2012    | Fashion King                          |                                     | SBS   |                           |               |
| 2012    | The King 2 Hearts                     | cameo                               | MBC   |                           |               |
| 2012    | I Like You                            | Yoon Gong-ja                        | SBS   |                           |               |
| 2013    | Jang Ok-jung, Living by Love          | Esposa de Jo Sa-seok                | SBS   |                           |               |
| 2013    | Rude Miss Young-ae - Season 12        | Ra Mi-ran                           | tvN   |                           | [ 45 ]        |
| 2013    | The Firstborn                         | Na Mi-soon                          | JTBC  |                           |               |
| 2013    | The Suspicious Housekeeper            | Yang Mi-ja                          | SBS   |                           |               |
| 2013    | The Heirs                             | Madre de Myung-soo                  | SBS   | Cameo                     |               |
| 2014    | You're Pretty, Oh Man-bok             | Nam Mi-soon                         | KBS2  | Drama Special             | [ 46 ]        |
| 2014    | Let's Eat                             |                                     | tvN   | Cameo, ep. 16             |               |
| 2014    | Rude Miss Young-ae - Season 13        | Ra Mi-ran                           | tvN   |                           |               |
| 2014    | Yoo-na's Street                       | Kkang-soon                          | JTBC  |                           |               |
| 2014    | Witch's Romance                       | Baek Na-rae                         | tvN   |                           |               |
| 2014    | The Idle Mermaid                      | Seblin                              | tvN   |                           |               |
| 2014    | Blade Man                             | Elisa Park                          | KBS2  |                           |               |
| 2015    | Rude Miss Young-Ae Season 14          | Ra Mi-ran                           | tvN   |                           |               |
| 2015    | Reply 1988                            | Ra Mi-ran                           | tvN   |                           |               |
| 2016    | Come Back Mister                      | Maya                                | SBS   |                           | [ 47 ]        |
| 2016    | The Gentlemen of Wolgyesu Tailor Shop | Bok Sun-nyeo                        | KBS2  |                           | [ 48 ]        |
| 2016    | Rude Miss Young-Ae Season 15          | Ra Mi-ran                           | tvN   |                           |               |
| 2017    | Avengers Social Club                  | Hong Do-hee                         | tvN   |                           | [ 49 ]        |
| 2017    | Madame Jung's Last Week               | Madame Jung                         | KBS   | Drama Special             | [ 50 ]        |
| 2018    | Miracle That We Met                   | Jo Yeon-hwa                         | KBS2  |                           | [ 51 ]        |
| 2018    | The Beauty Inside                     | Han Se-gye                          | JTBC  |                           |               |
| 2019-20 | Black Dog: Being A Teacher            | Park Sung-soon                      | tvN   | 16 episodios              | [ 52 ]        |
| 2021    | Bossam: Steal the Fate                | Viuda bossam                        | MBN   | Cameo                     | [ 53 ]        |
| 2022    | Dr. Park's Clinic                     | Sa Mo-rim                           | TVING |                           | [ 54 ] [ 55 ] |
| 2023    | La buena mala madre                   | Jin Young-soon                      | JTBC  |                           | [ 56 ] [ 57 ] |
| 2024    | Jeong-nyeon: The Star Is Born         | Kang So-bok                         | tvN   |                           | [ 58 ] [ 59 ] |
| 2024    | Un negocio virtuoso                   | Kim Mi-ran                          | JTBC  | Aparición especial, ep. 1 | [ 60 ] [ 61 ] |
| 2025    | Manual para residentes                | Médica, masajista y cajera de banco | tvN   | Aparición especial, ep. 1 | [ 62 ]        |

### Espectáculos de variedades
| Año             | Título                        | Red | Rol      | Notas                                                 | Ref.          |
| --------------- | ----------------------------- | --- | -------- | ----------------------------------------------------- | ------------- |
| 2014            | Hombres reales                | MBC | elenco   | Temporada 1 Episodio 69-73, Especial Mujeres Soldados | [ 63 ]        |
| 2016            | Sister´s Slam Dunk            | KBS | elenco   | Temporada 1                                           | [ 64 ]        |
| 2018 - presente | Weekend Instruction Manual    |     | elenco   |                                                       | [ 65 ] [ 66 ] |
| 2019            | Amazing Saturday              |     | invitada |                                                       | [ 67 ]        |
| 2021            | Son Hyun Joo's Simple Station |     | invitada |                                                       | [ 68 ]        |

### Anuncios
| Año  | Título                       | Notas              |
| ---- | ---------------------------- | ------------------ |
| 2017 | LG생활건강 - 닥터그루트 샴푸 | junto a Jo Woo-jin |

## Teatro
| Año       | Título                      |
| --------- | --------------------------- |
| 2009-2010 | Briquette Road              |
| 2009      | Semi-Musical                |
| 2009      | My First Time               |
| 2008-2009 | Very Good Day               |
| 2008      | Romeo and Bernadette        |
| 2008      | When I Looked the Prettiest |
| 2007-2008 | The Donkey Show             |
| 2006-2007 | Five Sketches About Love    |
| 2006      | A Midsummer's Nightmare     |

## Premios y nominaciones
| Año  | Premio                                               | Categoría                                                    | Nominación                              | Resultado | Ref.          |
| ---- | ---------------------------------------------------- | ------------------------------------------------------------ | --------------------------------------- | --------- | ------------- |
| 2010 | 15th Busan International Film Festival               | mejor actriz (Cinema Corea hoy - Visión programa)            | Dance Town                              | Ganadora  |               |
| 2012 | 49th Grand Bell Awards                               | mejor actriz de reparto                                      | Dancing Queen                           | Nominada  |               |
| 2012 | 33rd Blue Dragon Film Awards                         | mejor actriz de reparto                                      | Dancing Queen                           | Nominada  |               |
| 2013 | 34th Blue Dragon Film Awards                         | mejor actriz de reparto                                      | Hope                                    | Ganadora  | [ 69 ]        |
| 2014 | 5th Korean Film Reporters Association Awards (KOFRA) | mejor actriz de reparto                                      | Hope                                    | Ganadora  | [ 70 ]        |
| 2014 | 50th Baeksang Arts Awards                            | mejor actriz de reparto                                      | Hope                                    | Nominada  |               |
| 2014 | 51st Grand Bell Awards                               | mejor actriz de reparto                                      | Hope                                    | Nominada  |               |
| 2014 | 35th Blue Dragon Film Awards                         | mejor actriz de reparto                                      | My Love, My Bride                       | Nominada  |               |
| 2014 | 14th MBC Entertainment Awards                        | premio alta excelencia, programa de variedades               | Hombres reales                          | Ganadora  |               |
| 2015 | 10th Max Movie Awards                                | mejor actriz de reparto                                      | Ode to My Father                        | Nominada  |               |
| 2015 | 52nd Grand Bell Awards                               | mejor actriz de reparto                                      | Ode to My Father                        | Nominada  |               |
| 2015 | 36th Blue Dragon Film Awards                         | mejor actriz de reparto                                      | Ode to My Father                        | Nominada  |               |
| 2016 | 11th Max Movie Awards                                | mejor actriz de reparto                                      | The Himalayas                           | Ganadora  | [ 71 ]        |
| 2016 | 21st Chunsa Film Art Awards                          | mejor actriz de reparto                                      | The Himalayas                           | Nominada  |               |
| 2016 | 21st Chunsa Film Art Awards                          | premio especial de popularidad                               | The Himalayas                           | Ganadora  | [ 72 ]        |
| 2016 | 25th Buil Film Awards                                | mejor actriz de reparto                                      | The Himalayas                           | Nominada  |               |
| 2016 | 52nd Baeksang Arts Awards                            | mejor actriz de reparto                                      | The Himalayas                           | Ganadora  | [ 73 ]        |
| 2016 | 52nd Baeksang Arts Awards                            | mejor actriz                                                 | Reply 1988                              | Nominada  | [ 74 ]        |
| 2016 | 52nd Baeksang Arts Awards                            | actriz más popular                                           | Reply 1988                              | Nominada  |               |
| 2016 | 2nd Scene Stealer Festival                           | ladrón de escena del año                                     | Reply 1988                              | Ganadora  |               |
| 2016 | 10th Korea Cable TV Awards                           | estrella popular                                             | Reply 1988                              | Ganadora  | [ 75 ]        |
| 2016 | 1st tvN10 Awards                                     | ladrón de escena, actriz                                     | Reply 1988                              | Ganadora  | [ 76 ]        |
| 2016 | 15th KBS Entertainment Awards                        | premio alta excelencia, programa de variedades               | Sister's Slam Dunk                      | Ganadora  |               |
| 2016 | 30th KBS Drama Awards                                | mejor actriz de reparto                                      | The Gentlemen of Wolgyesu Tailor Shop   | Ganadora  | [ 77 ]        |
| 2016 | 30th KBS Drama Awards                                | mejor pareja (junto a Cha In-pyo)                            | The Gentlemen of Wolgyesu Tailor Shop   | Ganadora  | [ 77 ]        |
| 2016 | 24th SBS Drama Awards                                | premio especial de actuación, actriz en un drama de fantasía | Please Come Back, Mister                | Nominada  |               |
| 2016 | 2nd Fashionista Awards                               | mejor fashionista – categoría belleza                        | —                                       | Nominada  | [ 78 ]        |
| 2016 | 37th Blue Dragon Film Awards                         | mejor actriz de reparto                                      | The Last Princess                       | Nominada  |               |
| 2016 | 53rd Grand Bell Awards                               | mejor actriz de reparto                                      | The Last Princess                       | Ganadora  | [ 79 ]        |
| 2017 | 8th Korean Film Reporters Association Awards (KOFRA) | mejor actriz de reparto                                      | The Last Princess                       | Ganadora  | [ 80 ]        |
| 2017 | 53rd Baeksang Arts Awards                            | mejor actriz de reparto                                      | The Last Princess                       | Nominada  |               |
| 2017 | 22nd Chunsa Film Art Awards                          | mejor actriz de reparto                                      | The Last Princess                       | Nominada  |               |
| 2017 | 26th Buil Film Awards                                | mejor actriz de reparto                                      | The Last Princess                       | Nominada  |               |
| 2017 | 8th Korean Popular Culture and Arts Awards           | Recomendación del Ministerio de Cultura, Deportes y Turismo. | —                                       | Ganadora  | [ 81 ]        |
| 2017 | 31st KBS Drama Awards                                | premio alta excelencia, actriz de drama                      | Drama Special - Madame Jung's Last Week | Ganadora  | [ 82 ]        |
| 2018 | 54th Baeksang Arts Award                             | Mejor actriz de reparto                                      | Avengers Social Club                    | Nominada  | [ 83 ]        |
| 2018 | KBS Drama Award                                      | Excellence (medium length drama)                             | The Miracle We Met                      | Ganadora  | [ 84 ]        |
| 2018 | KBS Drama Award                                      | Best Couple (junto a Kim Myung-min)                          | The Miracle We Met                      | Ganadores |               |
| 2020 | 41st Blue Dragon Film Award                          | Best Actress                                                 | Honest Candidate                        | Ganadora  | [ 85 ] [ 86 ] |
| 2021 | 26th Chunsa Film Art Award                           | Mejor actriz (película)                                      | Honest Candidate                        | Nominada  |               |
| 2021 | Brand Customer Loyalty Award                         | Female Actor – Film                                          | —                                       | Ganadora  | [ 87 ] [ 88 ] |
| 2024 | Baeksang Arts Awards                                 | Mejor actriz de televisión                                   | La buena mala madre                     | Pendiente | [ 89 ]        |